# Alberto Calvi da Cilavegna
Alberto Calvi, o de Calvo (Cilavegna, tra il 1170 e il 1180 – Novara, 8 ottobre 1230), è stato un vescovo cattolico italiano, decretista papale presso Papa Onorio III e canonico novarese.
Egli fu riscoperto da padre Francesco Pianzola e dal monaco cilavegnese Cesare Mornacchi che nel 1969 pubblicò un saggio sulla sua vita intitolato "Il beato Alberto Calvi da Cilavegna". Attualmente le sue reliquie sono custodite all'interno della chiesa di Santa Maria a Cilavegna, dove gli è stato dedicato un altare nel 2012.

## Biografia
Alberto Calvi nacque a Cilavegna attorno tra il 1170 e il 1180, ma dopo la morte del padre si stabilì a Gravellona dai nonni materni. Iniziò la sua carriera scolastica nel seminario di Novara e si laureò a Bologna nel 1206 in diritto canonico e civile. Rimase ad insegnare a Bologna fino a quando fu chiamato a Roma a svolgere il compito di decretista alla corte di Papa Onorio III.
Nel 1216 torna a Novara come canonico del duomo e primo collaboratore del vescovo, ma presto dovette rinunciare a tale in carico perché fu invitato a presiedere la cattedra della diocesi di Savona (1220). Seppur consacrato solo dal 1224 a Milano, egli ricoprì il ruolo di vescovo di Savona fin dal 1221 e durante questo periodo si occupò di alcune opere, tra le quali il restauro del Battistero, della Torre Campanaria, del Sacello di San Siro e il Chiostro di Littifredo. Nel 1227, egli dovette abbandonare quei territori a causa di alcuni scontri causati dai moti di conquista di Genova, contro i quali egli si batté a tal punto di rischiare la defenestrazione. Dopo la fuga da Savona, Alberto Calvi riottenne l'incarico di Canonico a Novara, che svolse dal 31 ottobre 1227 al 30 agosto 1230, quando dettò testamento. Presumibilmente egli morì l'8 ottobre 1230.
Nel 2012 venne realizzata una statua del beato per proteggerne le reliquie e il 7 ottobre le venne riservato una spazio in uno degli altari della chiesa di Santa Maria a Cilavegna; la statua, adornata con i paramenti vescovili, è affiancata dagli stemmi di papa Onorio III e del vescovado di beato stesso.